# NGC 3156
NGC 3156 est une galaxie lenticulaire située dans la constellation du Sextant. NGC 3156 a été découverte par l'astronome germano-britannique William Herschel en 1784.

## Caractéristiques
Sa vitesse par rapport au fond diffus cosmologique est de 1 691 ± 25 km/s, ce qui correspond à une distance de Hubble de 24,9 ± 1,8 Mpc (∼81,2 millions d'al).
NGC 3156 présente une large raie HI.
À ce jour, 16 mesures non basées sur le décalage vers le rouge (redshift) donnent une distance de 21,550 ± 5,695 Mpc (∼70,3 millions d'al), ce qui est à l'intérieur des valeurs de la distance de Hubble.

## Groupe de NGC 3169
NGC 3156 fait partie du groupe de NGC 3169. En plus de NGC 3156 et de NGC 3169, ce groupe comprend au moins 3 autres galaxies, soit NGC 3165, NGC 3166 et UGC 5539. Les quatre galaxies du catalogue NGC sont aussi mentionnées dans un article publié par Abraham Mahtessian en 1998 et sur le site « Un Atlas de l'Univers » de Richard Powell.